# Обмеженість ресурсів
Обмеженість (рідкісність, дефіцитність) ресурсів — економічне поняття, яке характеризує рідкість, обмеженість, дефіцит, скінченність ресурсів, доступних людству в кожний конкретний момент, а також їх достатньо малу кількість в порівнянні з людськими потребами, на задоволення благ. В більш широкому розумінні — це всі види природних і людських можливостей, які використовуються для виробництва з метою задоволення потреб та благ.
Обмеженість ресурсів є фундаментальною проблемою яка постає перед людством, і в свою чергу, була основою для започаткування економіки як науки. Використовуючи економічні закони, людство намагається максимально задовольнити свої потреби при цьому витрачаючи мінімум ресурсів. Базові економічні закономірності роблять можливим планування та прогнозування результатів виробництва в різних умовах. Сучасне виробництво створює величезну кількість різних товарів — послуг і продуктів, тому кількість використовуваних ресурсів повинна бути такою же величезною, як і обсяги виробництва. Економічні ресурси, які ще називають факторами виробництва, являють собою різні блага, які використовують для виробництва інших благ. Всі вони об'єднані в кілька великих груп.

## Основні види економічних ресурсів
- Земля. Розглядається не тільки як фундамент для людської діяльності, а об'єднує всі види природних ресурсів: копалин, лісів, водойм, флори, фауни, кліматичних і рекреаційних можливостей.

- Праця. Цей вид ресурсів охоплює людей, які зайняті у виробничій (господарської) діяльності. Незважаючи на технічний прогрес і автоматизацію, роль праці у виробничому процесі не зменшується.

- Капітал. До даного виду ресурсів відносяться засоби виробництва (устаткування, машини, оснащення, транспорт, будівлі та споруди) і фінансові можливості (кошти, якими розпоряджаються банки і приватні особи, віддаючи їх у користування у вигляді кредитів і інвестицій).
- Здібності до підприємництва. До даного виду ресурсів відносяться засоби виробництва (устаткування, машини, оснащення, транспорт, будівлі та споруди) і фінансові можливості (кошти, якими розпоряджаються банки і приватні особи, віддаючи їх у користування у вигляді кредитів і інвестицій).

- Інформація. В інформаційні економічні ресурси входять знання про потреби, благ, можливостях, технологіях виробництва і управління, цінах і тощо. У нинішньому суспільстві повноцінно реалізується наступний принцип: хто володіє інформацією, той володіє світом. Тому воно носить назву «Інформаційного суспільства». Визначальне значення зараз мають комп'ютерні технології, мережеві системи накопичення і передачі даних.

## Рідкісність (обмеженість) економічних благ
Ідея обмеженості економічних благ прямо пов'язана з ідеєю обмеженості ресурсів, оскільки економічні блага виробляються з економічних ресурсів.
При цьому слід розрізняти безплатні блага та економічні блага, що вперше зробив Карл Менгер - засновник Австрійської школи економіки, базуючись саме на ідеї рідкісності благ та ресурсів у своїй роботі «Принципи економічної науки» (1871 р.). Критерієм поділу благ на економічні та неекономічні є співвідношення потреби у благах та їх кількості, доступної для розпорядження. К.Менгер визначав економічні блага як такі, потреба в яких у певний період перевищує їх доступну кількість, а неекономічні — як блага, кількість яких перевищує потребу в них. Чіткої межі між економічними і неекономічними благами не існує, проте тісний зв'язок між рідкісністю і приватною власністю призводить до того, що «вільні» блага можуть ставати економічними, коли той, хто має владу, усуває інших суб'єктів господарювання від вільного розпорядження ними. 
Концепція обмеженості і вибору лежить в основі Австрійської економічної школи. Людина завжди стикається із великою кількістю різних варіантів. Кожна дія означає затрати або втрачені альтернативи. І кожна дія, за визначенням, має на меті покращення становища агента з його власної точки зору. Більш того, кожен економічний агент має різні набори цінностей і вподобань, різні потреби, бажання і часові виміри для цілей, яких він намагається досягти. 
Так само неможливо виразити усю складність ринкової організації у масивні агрегатори. Наприклад, ми не можемо сказати, що об'єм капіталу в економіці це однорідна маса, просумована і позначена літерою К, використати її у рівнянні і сподіватися отримати корисну інформацію. Капітал — гетерогенний. Деякий капітал має на меті створення товару для продажу завтра, а інший — через десять років. Часові виміри для використання капіталу варіюються, як і сам капітал. Австрійська теорія бачить конкуренцію як процес винайдення нових і кращих шляхів організації ресурсів, шляхів, які сповнені помилками, але які постійно покращуються. Такий спосіб дивитися на ринок помітно відрізняється від будь-якої іншої школи мислення.

## Мальтус і абсолютний дефіцит
Томас Роберт Мальтус заклав «теоретичну основу загальноприйнятої думки, яка домінувала в дискусіях, як наукових, так і ідеологічних,  щодо глобального голоду та голоду протягом майже двох століть».  У своїй книзі «Нарис про принцип народонаселення» 1798 року Мальтус зауважив, що збільшення виробництва їжі в країні покращує добробут населення, але це покращення було тимчасовим, оскільки призвело до зростання населення, яке, у свою чергу, відновило вихідний рівень виробництва на душу населення. Іншими словами, люди мали схильність використовувати достаток для зростання населення, а не для підтримки високого рівня життя, ця точка зору стала відомою як « мальтузіанська пастка » або «мальтузіанський привид». Населення мало тенденцію до зростання, поки нижчий клас не зазнав труднощів, нестачі та більшої вразливості до голоду та хвороб, це погляд, який іноді називають мальтузіанською катастрофою. Мальтус писав на противагу поширеній точці зору в Європі 18-го століття, яка вважала суспільство вдосконалюючим і в принципі таким, що може вдосконалюватися. 
Мальтузіанство — це ідея про те, що зростання населення є потенційно експоненціальним, тоді як зростання запасів продовольства чи інших ресурсів є лінійним, що врешті-решт знижує рівень життя до такої міри, що призводить до вимирання населення . Він походить від політичної та економічної думки Мальтуса, викладеної в його творах 1798 року «Нарис про принцип народонаселення». Мальтус вважав, що існують два типи постійних «стримів», які постійно діють, обмежуючи ріст населення на основі продовольчої пропозиції в будь-який момент часу: 
- превентивні перевірки , такі як моральні обмеження чи законодавчі дії — наприклад, вибір приватного громадянина брати участь у утриманні та відкласти шлюб, доки їхні фінанси не стануть збалансованими, або обмеження законного шлюбу чи батьківських прав для осіб, яких уряд вважає «дефіцитними» або «непридатними».
- позитивні перевірки , такі як хвороби, голод і війна, які призводять до високих показників передчасної смерті, що призводить до того, що називають мальтузіанською катастрофою . Прилегла діаграма зображує абстрактну точку, в якій така подія мала б статися, з точки зору наявного населення та запасів їжі: коли населення досягає або перевищує потужність спільного запасу, змушені відбуватися позитивні перевірки, відновлюючи баланс. (Насправді ситуація матиме значно більше нюансів через складні регіональні та індивідуальні відмінності щодо доступу до їжі, води та інших ресурсів.)  Позитивні перевірки за своєю природою є більш «екстремальними та мимовільними за своєю природою»[6].

У мальтузіанстві існує два типи дефіциту, а саме дефіцит їжі або «вимог» і об’єктів, які забезпечують пряме задоволення цих харчових потреб або «доступних кількостей».  Вони є абсолютними за своєю природою та визначають економічні поняття дефіциту, надлишку та достатньості наступним чином: 
- абсолютна достатність - це стан, коли потреби людини в харчових потребах і наявні кількості корисних благ збігаються.
- абсолютний дефіцит - це стан, коли людські потреби в їжі перевищують наявну кількість корисних благ.

- абсолютний достаток - це стан, коли доступна кількість корисних благ перевищує людські потреби в їжі.